# Бермудский треугольник (фильм, 2001)
«Бермудский треугольник» (англ. Lost Voyage, дословно — «Потерянный рейс») — американский телефильм в жанре мистического триллера 2001 года режиссёра Кристиана МакИнтайра.

## Сюжет
В 1972 году из Майами отправляется в плавание круизный корабль «Корона королевы», на котором отправляются в свадебное путешествие отец Аарона Робертса и его новая жена. Аарон, который тогда ещё ребёнок, в ярости отказывается прощаться с мачехой, крича, что его мама умерла, а также отказывается принять подарок от неё и отца. Вскоре судно, находясь к юго-востоку от Бермуд, попадает в штормовую зону, а капитан видит на радаре странный силуэт, который похож на силуэт берега. Рулевой пытается повернуть корабль, но отказывают двигатели. На «Корону королевы» надвигается странная буря из грозовых облаков, в которых судно бесследно исчезает.
В наши дни телеведущая шоу о сверхъестественных явлениях Дана Элвей узнаёт о том, что «Корона королевы» найдена дрейфующей в море, и собирает съёмочную группу для получения «горячего» материала. Попадает в эту группу и взрослый Аарон, который теперь занимается исследованием паранормального. Причём, он даёт своё согласие из-за ряда важных событий: сначала он видит в своём кабинете таинственный силуэт мужчины, который сообщает ему о нахождении «Короны королевы» и уходит в неизвестном направлении; затем Аарону снится сон, в котором видит само судно и отца, с улыбкой протягивающего ему тот самый подарочный свёрток, который он отказался принять; а после этого Аарон просыпается от странного телефонного звонка — но голос на том конце линии прерывается многочисленными помехами. Помимо Даны и Аарона в группу входят молодая девушка Джули Ларго, желающая заполучить место Даны, оператор Рэндолл Бэнкс, а также спасатели Дэвид Шоу, Филз и Дэсс.
«Корона королевы», на которую они высаживаются с вертолёта, выглядит так, словно пропала накануне — никаких признаков того, что она почти 30 лет подвергалась естественному разрушению от воздействия окружающей среды. Однако признаков людей не обнаружено. В детской игровой комнате группа видит, как неожиданно лошадь-качалка начинает сама качаться (они снимают это на камеру и, просматривая позже запись, видят, что на лошади сидит призрачный мальчик), а на стене они находят детские рисунки, на которых изображено, как страшные монстры нападают на корабль. После установки видеооборудования Дану посещает видение, в котором она видит свою детскую ипостась, которая отключает свою мать от аппарат искусственной вентиляции лёгких. Затем погибает спасатель Филз — чтобы запустить двигатель, он пытается включить питание напрямую через щиток, когда внезапно сам по себе открывается кран, начинает течь вода, заполняя пол и достигая ног Филза. В то же время появляются радио-помехи, из-за которых Дэсс не слышит просьбу Филза не включать реле и не включать электричество, а потому Филз сгорает заживо. Спустя некоторое время, когда команда обсуждает случившееся, раздаётся звонок по внутренней связи, и голос Филза просит всех через Дэсса подняться на мостик, предостерегая их от надвигающейся угрозы. Там на радаре появляется точно такой же сигнал, как и перед исчезновением корабля в первый раз.
Пока Дэсс пытается настроить рацию, Дэвид и Аарон идут вниз за телом Филза, однако оно исчезает. Робертс предлагает Дэвиду поискать бортовой журнал и тот идёт на мостик, где слышит по рации сообщение от пилота вертолёта, что тот сможет вернуться за группой не раньше, чем через три-четыре часа из-за нехватки горючего, а также из-за надвигающегося шторма (который засёк радар и о котором предупреждал уже мёртвый Филз). Аарон самостоятельно исследует корабль. Внезапно гаснет свет, а за ним и фонарь, после чего Аарон обнаруживает, что стоит уже не в палубном коридоре, а как будто в каком-то техническом. Также внезапно он видит в конце коридора сцену из своего сна — отец, сидя в кресле, протягивает ему свёрток, после чего Свет зажигается и Аарон снова оказывается в коридоре на палубе. Дэвид, наконец, находит корабельный журнал, в котором видит нарисованные поверх записей страшные красные лица. В это время в столовой для персонала Джули разговаривает с Рэндоллом, ловя его на том, что он снова пьёт, и шантажирует его, прося помочь ей устранить Дану. Вместо ответа Рэндолл здоровается с Даной и Аароном, которые стояли у Джули за спиной и слышали её слова. Тогда последняя берёт камеру и уходит, говоря, что собирается снять настоящий материал. Пока Джули снимает в коридоре свой сюжет, Дэвид сообщает всем оставшимся о проблемах, связанных с прилётом вертолёта, а также с надвигающимся «нечто». Он просит Аарона и Дэсса найти Джули, попутно осмотрев носовую часть, а сам собирается заняться осмотром кормы.
Джули, спустившуюся на нижнюю палубу, посещает видение, в котором главный продюсер телеканала Каплан назначает её на должность ведущей своего собственного шоу, предлагая ей подписать контракт. Начинается отсчёт до начала съёмки, а когда он заканчивается, дверь за Джули захлопывается, и слышится её душераздирающий крик. Дэвид и Аарон с Дэссом продолжают поиск Джули. Дэсс видит впереди призрак Филдса и устремляется за ним, попадая в грузовой отсек. Дверь за Дэссом захлопывается, а само его сбивает с ног тяжёлая цепь, продолжающая падать на него сверху. Аарон, пытаясь его спасти, случайно дёргает не тот рычаг и на Дэсса падает тяжёлый блок, который разбивает ему голову. В столовой Дэвид показывает Дане и Рэндоллу, что он нашёл только камеру Джули. Туда же вбегает Аарон с окровавленными руками и рассказывает, что случилось с Дэссом. Дэвид показывает запись капитана в корабельном журнале от 13 мая 1972 года: тот пишет, что не может определить их местонахождение, потому что приборы не работают, а корабль плывёт сам по себе. Затем он пишет про кого-то (капитан называет их «они»), кто убили большую часть экипажа и пассажиров, а остальные сошли с ума (дети, как он пишет, умирали последними). Последняя запись — капитан слышит из-за двери, как что-то к нему направляется. Аарон высказывает предположение, что Бермудский треугольник является своего рода проходом куда-то, и что в корабле, так долго бывшим «на той стороне Треугольника», сконденсировалась некая энергия оттуда, возможно, даже разум. И теперь судно идёт обратно к «границе». Сообща принимается решение забрать плёнки и идти на палубу ждать вертолёт. Дана собирает оборудование в столовой, Дэвид идёт на мостик, Рэндолл — в игровую, а Аарон отправляется в каюту 418 — её в тот рейс занимали его отец с мачехой. Он находит тот самый свёрток — тем подарком оказывается перочинный ножик. В это время Рэндолл, прикладываясь к бутылке, сталкивается с призраком Джули, который вытягивает из него душу, превращая его в пыль. Прибежавшие туда позже Аарон и Дана ничего не находят.
На палубе Дану и Робертса уже ждёт Дэвид. Пилот просит их подняться повыше, объясняя, что из-за ветра не сможет подлететь близко. Внезапно дождь перестаёт идти, а все облака складываются в одну плотную завесу, такую же, как и перед первым исчезновением корабля, из которой вырывается сиреневый свет, наполняющий всю завесу сиянием. Дана, Аарон и Дэвид видят искажение — проход куда-то, из него появляются призраки, сопровождающие корабль к проходу. Внезапно один из призраков пролетает сквозь Дэвида, тот падает на колени, и в ту же секунду страшный призрак Джули высасывает из него душу. Аарон и Дана бегут наверх, но по пути Дана проваливается куда-то вниз, где снова встречается со своей матерью, где со слезами просит у неё прощения. Аарон находит верёвку и бросает её в провал, чтобы вытащить Дану. Нос корабля уже входит в проход. Дана не берёт верёвку, и Аарон спрыгивает вниз. Они бегут вместе наверх, по пути пробегая через коридор, где видел отца Аарон и где теперь висят трупы погибших на корабле членов их команды. Прямо за ними по пятам корабль меняется, превращаясь в груду проржавевшего металла. По нижней палубе они выходят на палубу с другой стороны, дожидаются, пока пилот спускает им корзину, и поднимаются в ней к вертолёту. Корабль полностью входит в проход, а вертолёт улетает. Спустя некоторое время Дана, назначенная на должность нового продюсера канала, встречает в коридоре телеканала Каплана, уволенного и язвительно поздравляющего Дану с репортажем века. Дана отвечает, что по её мнению это вряд ли стоило жизни пяти человек, на что Каплан, помолчав, отвечает: «Добро пожаловать на телевидение». В это время Аарон прослушивает запись на плёнке, записанную в его кабинете, когда к нему пришёл таинственный мужчина, слышит на ней фразу, которую не слышал во время разговора, «До свидания… сынок» и понимает, что его посещал призрак отца. К нему приходит Дана, которая приглашает Аарона в китайский ресторан. Звонит телефон, но Аарон оставляет приём звонка автоответчику. Камера показывает, как сигнал бежит по проводам и исчезает где-то в облаках Бермудского треугольника.

## В ролях
| Актёр          | Роль          |
| -------------- | ------------- |
| Джадд Нельсон  | Аарон Робертс |
| Джанет Ганн    | Дана Элуэй    |
| Джефф Кобер    | Дазингер      |
| Скарлет Хорват | Джули         |
| Лэнс Хенриксен | Дэвид Шоу     |
| Марк Шеппард   | Иэн Филдс     |